# Tuber aestivum
« Truffe (blanche) d'été » redirige ici. Ne pas confondre avec Truffe blanche.
Espèce
La Truffe blanche d’été, Tuber aestivum, dite encore truffe de la Saint-Jean, ou simplement truffe d’été, est une espèce de champignons comestibles de la famille des Tuberaceae dans la classe des ascomycètes. Ce champignon est hypogé et vit en symbiose avec un arbre (chêne, noisetier, pin, tilleul…). Il est donc mycorhizé, ce qui veut dire qu'il a besoin d'un arbre hôte, et saprophyte, car il se nourrit de matières organiques de végétaux en décomposition.

## Taxinomie
Selon MycoBank (11 oct. 2015), un des noms valides de ce taxon est Tuber aestivum (Wulfen) Pers. 1801 et Tuber aestivum Vittad., 1831 est un nom illégitime (MycoBank (11 oct. 2015)).
Selon Index Fungorum le nom  Tuber aestivum (Wulfen) Spreng. 1827 devrait être remplacé par Rhizopogon aestivus (Wulfen) Fr. 1823.
Le nom actuellement utilisé dans la littérature scientifique et dans les textes règlementaires est Tuber aestivum Vittad,.

### Noms vernaculaires
Tuber aestivum est dite truffe  (blanche) d'été, truffe de la Saint-Jean, maienco, junenco ou aoustenque en Provence,.

## Description

### Forme
De forme tubéreuse, parfois en forme de rognon, avec cavité ou dépression basales cette truffe dépasse rarement la taille d'un œuf.

### Péridium
Le peridium (l'extérieur du champignon) est noir ou brunâtre, orné de verrues pyramidales en saillie souvent striées semblable à Tuber uncinatum. La taille et l'aspect des verrues varient beaucoup d'un individu à l'autre, ce critère ne permet pas de distinguer Tuber aestivum de Tuber uncinatum.

### Gleba

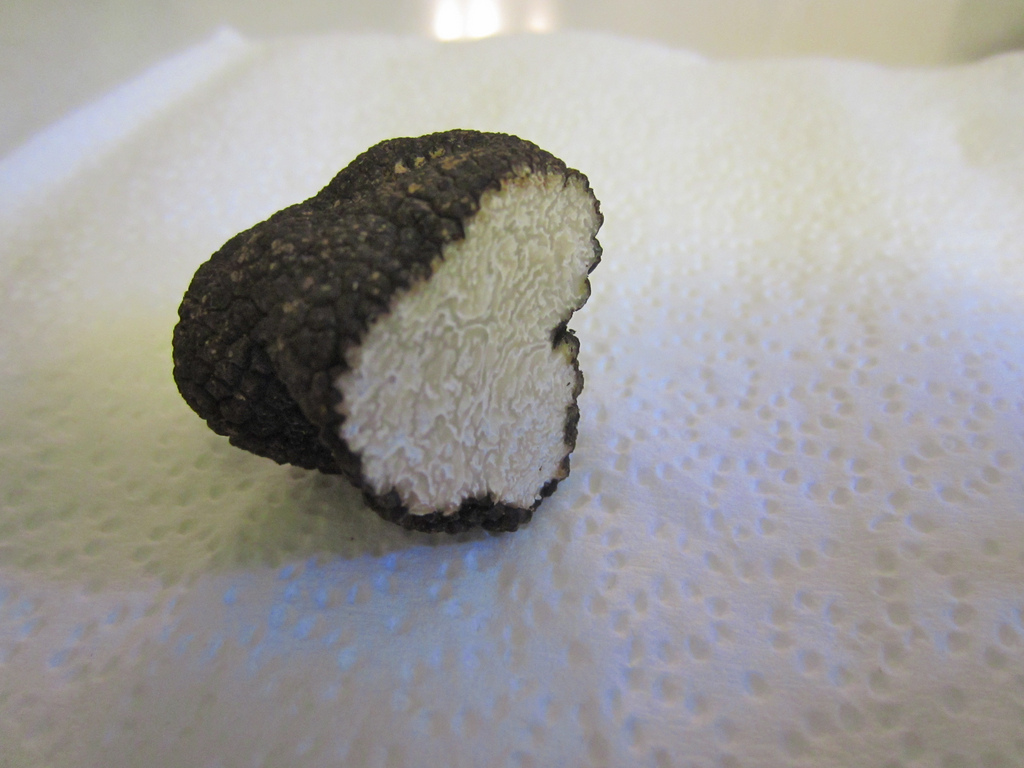
Truffe blanche d'été immature

La gleba (intérieur de la truffe) est beige à marron, voire de couleur brune ou grise, strié de veines ivoire, plus ou moins jaunâtres pour les spécimens matures, ramifiés et anastomosés. Une chair claire ou blanche est signe de non maturité. De ce fait, on voit alors très peu les veines de ces truffes. C'est cette immaturité qui leur a donné le qualificatif de truffe blanche.
Elles ont une odeur de noisette ou rave, fraîches elles dégagent un arôme délicat et agréable de champignon sauvages. Leur goût est d'ailleurs semblable à ceux-ci, mais moins puissant que la truffe de Bourgogne et surtout que celui de Tuber melanosporum. Consommée peu de temps après sa récolte, cette truffe d'été entre sans problème dans la gastronomie des régions productrices lors de la saison estivale.

### Maturité
Cette truffe se développe entre avril et juin, en fonction des pluies de printemps et fructifie de juin à fin septembre. Mais récoltée souvent immature et cueillie en surface, elle est asséchée par le soleil d'été. Une autre raison de son immaturité est le goût qu'ont pour elle insectes et divers animaux.

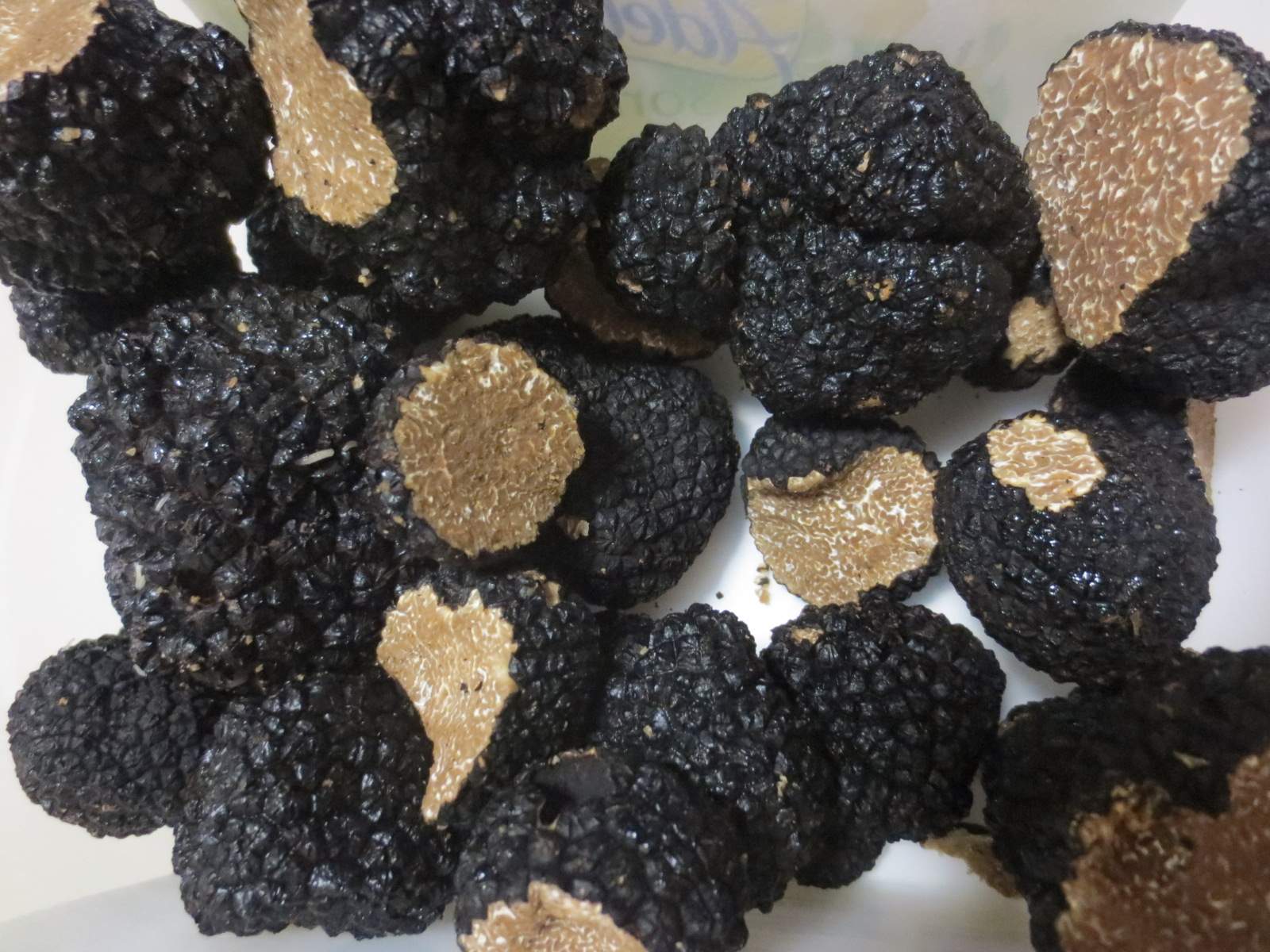
Truffes de Bourgogne

## Distribution et habitat
Elle est fréquente en France, en Italie et, depuis les années 1960, en Wallonie.
Tuber aestivum préfère les sols à dominante de calcium-magnésium, égouttés, riches en granulations fines et grossières. Elle a la particularité de fructifier très près de la surface du sol et pousse en symbiose avec les noisetiers, les chênes, hêtres, etc,.
En France, les Provençaux la consomment fréquemment, elle est présente sur les marchés en été, le plus connu étant celui de Carpentras . Tuber aestivum est également recherchée en Italie, en Toscane, Ombrie, Marche, Abruzzes, etc. Elle a été découverte pour la première fois en Belgique en 1964 à la Montagne-au-Buis, puis à Fagnolle en 1968. Cette truffe, très répandue en Europe et sur le pourtour de la Méditerranée, se retrouve de l'Allemagne à la Grèce ainsi qu'au Maroc et en Algérie.
Sa récolte annuelle atteint 150 tonnes.

## Parenté ou identité entreTuber aestivumetTuber uncinatum
La Truffe blanche Tuber aestivum et la truffe de Bourgogne Tuber uncinatum semblent ne former qu'une seule et même espèce, aucune différence n'a été mise en évidence par les techniques de biologie moléculaire,. Cependant la nouvelle norme Truffes Fraîches, résultant d'un accord interprofessionnel pris dans le cadre de la fédération française des trufficulteurs en 1996 et mis à jour en 2006, classe ces truffes comme parentes mais non identiques. Diffèrent, en effet, les dates de maturation, du 1er mai au 30 septembre pour T. aestivum, et du 15 septembre au 31 janvier pour T. uncinatum ; la couleur plus claire de la gleba de T. aestivum et plus foncée de celle de T. uncinatum ; la saveur faible chez la première, plus marquée chez la seconde ; enfin les ascospores présentent une ornementation avec un réseau réticulo-alvéolé peu développé sur la truffe blanche d'été et beaucoup plus développé sur la truffe de Bourgogne.